# Kiera Cass
Œuvres principales
- Série La Sélection
- Série La Fiancée

Kiera Cass, née le 19 mai 1981 en Caroline du Sud, est une romancière américaine de littérature d'enfance et de jeunesse.

## Biographie
Kiera Cass est née et a grandi en Caroline du Sud et est diplômée en 1999 de l'école secondaire Socastee à Myrtle Beach. Elle est d'origine portoricaine. Elle a fréquenté l'Université de Côte de Caroline avant le transfert à l'Université de Radford. Elle est diplômée à l'Université de Radford avec un Bachelor en Histoire. En mai 2013, Kiera Cass a annoncé qu'elle allait travailler sur une série encore sans titre qu'elle qualifie de 238 sur les médias sociaux et qui sera publiée par HarperCollins. Le 14 août 2014, Kiera Cass a annoncé que la série de La Sélection serait en expansion dans plus de livres. Premièrement, l’Élue, a été publié en 2013. L’héritière a suivi en 2015. Kiera Cass a annoncé un autre livre à la suite de La Couronne, qui a été publié le 3 mai 2016.

## Œuvres

### SérieLa Sélection
1. La Sélection, Robert Laffont, coll. « R », 2012 ((en) The Selection, 2012)  (ISBN 978-2-22112-928-9)
2. L'Élite, Robert Laffont, coll. « R », 2013 ((en) The Elite, 2013)  (ISBN 978-2-221-12929-6)
3. L'Élue, Robert Laffont, coll. « R », 2014 ((en) The One, 2014)  (ISBN 978-2-221-12930-2)
4. L'Héritière, Robert Laffont, coll. « R », 2015 ((en) The Heir, 2015)  (ISBN 978-2-221-15926-2)
5. La Couronne, Robert Laffont, coll. « R », 2016 ((en) The Crown, 2016)  (ISBN 978-2-221-15925-5)
  - Histoires secrètes : Le Prince et le Garde, Robert Laffont, coll. « R », 2014 ((en) The Selection Stories: The Prince & The Guard, 2014)  (ISBN 978-2-221-14558-6)Contient les romans courts Le Prince et Le Garde
  - Histoires secrètes : La Reine et la Préférée, Robert Laffont, coll. « R », 2015 ((en) The Selection Stories: The Queen & The Favorite, 2015)  (ISBN 978-2-221-18926-9)Contient les romans courts La Reine et La Préférée

### SérieLa Fiancée
1. La Fiancée, Robert Laffont, coll. « R », 2020 ((en) The Betrothed, 2020), trad. Madeleine Nasalik  (ISBN 978-2-221-14073-4)
2. Amoureuse, Robert Laffont, coll. « R », 2021 ((en) The Betrayed, 2021), trad. Madeleine Nasalik  (ISBN 978-2-221-14074-1)

### Romans indépendants
- La Sirène, Robert Laffont, coll. « R », 2016 ((en) The Siren, 2016)  (ISBN 978-2-221-19298-6)
- Mille battements de cœur, Robert Laffont, coll. « R », 2023 ((en) A Thousand Heartbeats, 2022)  (ISBN 978-2-221-26299-3)

## La Sélection(résumés)

### Tome 1:La Sélection
Trois cents ans ont passé et les États-Unis ont sombré dans l'oubli. De leurs ruines est née Illea, une monarchie de castes. Mais un jeu de téléréalité pourrait bien changer la donne. Elles sont trente-cinq jeunes filles: la "Sélection" s'annonce comme l'opportunité de leur vie. L'unique chance pour elles de troquer un destin misérable contre un monde de paillettes. L'unique occasion d'habiter dans un palais et de conquérir le cœur du prince Maxon, l'héritier du trône.Mais pour America Singer, cette sélection relève plutôt du cauchemar. Cela signifie renoncer à son amour interdit avec Aspen, un soldat de la caste inférieure. Quitter sa famille. Entrer dans une compétition sans merci. Vivre jour et nuit sous l’œil des caméras...Puis America rencontre le Prince. Et tous les plans qu'elle avait échafaudés s'en trouvent bouleversés...Tout jeu comporte des règles, et les règles sont faites pour être transgressées.

### Tome 2:L'Élite
La Sélection de 35 candidates s'est réduite comme peau de chagrin, et désormais l'Élite restante n'est plus composée que de 6 prétendantes. L'enjeu pour ces jeunes filles ? Convaincre le Prince Maxon, le Roi et la Reine ses parents, qu'elles sont les mieux à même de monter sur le trône d'Illéa, alors que deux factions de rebelles veulent faire tomber la monarchie. Pour America Singer, demeurer au palais est encore plus compliqué : ses sentiments envers Maxon viennent se heurter à l'amour qu'elle éprouve depuis l'enfance pour Aspen, garde royal qu'elle croise tous les jours dans les galeries, et à son sens aigu de la justice trop souvent déçu par les décisions royales...Entre intrigues de cour, dilemmes tragiques et loyautés divisées, America navigue à vue dans la tourmente, en quête du déclic qui changera à jamais le cours de sa vie...Tout jeu comporte des règles, et les règles sont faites pour être transgressées.

### Tome 3:L'Élue
UNE SEULE CANDIDATE SERA COURONNÉE
Trois cents ans ont passé et les États-Unis ont sombré dans l'oubli. De leurs ruines est née Illéa, une monarchie de castes.Mais un jeu de télé-réalité pourrait bien changer la donne. La Sélection a bouleversé la vie de trente-cinq jeunes filles. Déchirées entre amitié et rivalité, les quatre candidates encore en lice resteront liées par les épreuves qu'elles ont dû surmonter ensemble. Entre les intrigues amoureuses et celles de la cour, c'est une lutte de tous les instants pour demeurer fidèles à leurs idéaux.America n'aurait jamais pensé être si près de la couronne, ni du cœur du Prince Maxon. A quelques jours du terme de la compétition, tandis que l'insurrection fait rage aux portes du Palais, l'heure du choix a sonné. Car il ne doit en rester qu'une...
Qui donc deviendra la reine d'Illea ? Qui deviendra l'épouse du prince Maxon ? Tout jeu comporte des règles, et les règles sont faites pour être transgressées.

### Tome 4:L'Héritière
35 PRÉTENDANTS. 1 PRINCESSE. LE DÉBUT D'UNE NOUVELLE SÉLECTION.
Vingt ans après la Sélection d'America Singer, et malgré l'abolition des castes, la famille royale d'Illéa doit à nouveau faire face au mécontentement du peuple : l'heure est venue de lancer une nouvelle Sélection. À dix-huit ans, la Princesse Eadlyn se sent prête à devenir reine. Elle l'est beaucoup moins à trouver un mari, au point que cette idée ne l'a même jamais effleurée. Quand elle consente finalement à ce que ses parents organisent une Sélection, Eadlyn voit son quotidien bouleversé par l'arrivée de ses 35 prétendants et la folie médiatique qui l'accompagne. Mais entre les raisons du cœur et la raison d'État, la Princesse va devoir faire des choix, et, au fil des semaines, se prendre à ce jeu dont dépend l'avenir d'Iléal...

### Tome 5:La Couronne
Eadlyn ne pensait pas qu'elle saurait trouver un vrai partenaire parmi les trente-cinq prétendants de la sélection, sans parler d'un amour véritable. Mais parfois, le cœur a une drôle de façon de vous surprendre ... Et maintenant, Eadlyn doit faire un choix qui lui semble plus difficile - et plus important- qu'elle ne l'aurait jamais cru.